# 兒童福利聯盟基金會
財團法人中華民國兒童福利聯盟基金會，簡稱兒福聯盟、兒盟，是臺灣一個關注兒童、青少年福利與權益議題的團體，1991年12月由林志嘉等多位立法委員及中國國民黨人士、相關團體共同組成，其業務涉及兒童教育、福利與照護。兒福聯盟自2024年9月3日改隸屬於衛福部，並刪除原名稱中的「文教」。

## 歷史
1990年底，「兒童福利聯盟」成立，首屆董事為中國國民黨籍立法委員（林志嘉、王志雄、王世雄、饒穎奇）、林志嘉兄長林志卿、羅瑩雪（後曾出任馬英九政府法務部長）、馮燕（後曾出任馬英九政府政務委員）、林謝罕見（國民大會副議長謝隆盛姐姐、宏國集團董事長），監察人為中國國民黨籍立法委員（王金平、翁重鈞），隨後推動《兒童福利法》修法。1991年3月，相關立委再推動《兒童福利聯盟兒童福利法修正案》，送交立法院審議。1991年12月，兒童福利聯盟轉型為「財團法人中華民國兒童福利聯盟文教基金會」。1998年，兒福聯盟與內政部兒童局（現今衛生福利部社會及家庭署）共同設置「全國失蹤兒童少年資料管理中心」（2022年結束）。
- 兒福聯盟前總部，現為長安服務中心
- 台北車站的鐵路警察局分駐所外的失蹤兒童海報

## 據點
北區
| 名稱                          | 地址                                |
| 西湖服務中心（總部）          | 台北市內湖區瑞光路583巷21號7樓      |
| 長安服務中心                  | 台北市大同區長安西路43號4～8樓      |
| 中山服務中心                  | 台北市中山區中山北路一段27號8樓     |
| 收出養資源中心                | 台北市中正區延平南路207號5樓        |
| 收養資訊中心                  | 臺北市中正區南海路1號5樓之1         |
| 臺北市育兒資源暨培力中心      | 臺北市大同區承德路二段33號7樓       |
| 臺北市松山親子館              | 臺北市松山區民生東路五段163之1號3樓 |
| 育兒+ 萬華站                  | 台北市萬華區萬大路423巷40號1樓      |
| 基隆工作站／育兒+             | 基隆市中正區義一路87號2樓之1        |
| 桃園工作站                    | 桃園市桃園區南華街80號8樓           |
| 新竹工作站                    | 新竹縣竹北市勝利三街148號2樓        |
| 我好，你好！親子共好 竹北空間 | 新竹縣竹北市縣政二路550號二樓       |

中區
| 名稱              | 地址                                  |
| 苗栗工作站／育兒+ | 苗栗縣竹南鎮康德街48號1、2樓          |
| 雲林工作站        | 雲林縣斗六市大學路三段233號3樓        |
| 育兒+ 彰化站      | 彰化縣彰化市中正路二段238號           |
| 台中服務中心      | 台中市北區中清路一段100號15樓之1(B棟) |
| YOUTH+少年據點    | 台中市北區三民路三段92-3號4樓         |

南區
| 名稱         | 地址                           |
| 高雄服務中心 | 高雄市左營區博愛三路12號3、6樓 |
| 桃源親子館   | 高雄市桃源區南進巷180-10號3樓  |
| 育兒+ 桃源站 | 高雄市桃源區南進巷180-10號3樓  |
| 屏東工作站   | 屏東縣屏東市自由路463號3樓     |
| 育兒+ 屏東站 | 屏東縣屏東市和平路488號        |

東區
| 名稱              | 地址                           |
| 花蓮工作站／育兒+ | 花蓮縣花蓮市莊敬路156之1號     |
| 育兒+ 台東站      | 台東縣台東市新生路38號         |
| 宜蘭工作站        | 宜蘭縣宜蘭市幸福路51號1樓      |
| 宜蘭熊讚親子館    | 宜蘭縣宜蘭市中山路二段462號3樓 |

## 爭議

### 批評《哆啦A夢》動畫含有霸凌內容
2014年7月，兒福聯盟與教育團體認為《哆啦A夢》舊版動畫霸凌情節嚴重，應該禁止播出，而新版動畫、劇場版也應該加註警語。消息一出引發哆啦A夢粉絲抗議，華視聲明《哆啦A夢》為優良兒童節目，國家通訊傳播委員會澄清沒有要下架《哆啦A夢》。兒福聯盟發出聲明啟事，表示沒有要下架《哆啦A夢》只是建議加註警語，並認為6歲以下幼兒分不清幻想與現實，不建議其收看。
- 哆啦A夢wiki上的相关条目：2014年臺灣家長反對哆啦A夢事件

### 置產事件
2019年11月初，以新台幣3.7億元向元大金控購買在台北市內湖區瑞光路583巷21號的內湖科技園區精華地段整層的辦公室（鄰近捷運西湖站的多倫多科技中心，7樓整層，登記坪數757.94坪，含14個地下平面停車位）作為服務中心。事件曝光後引發爭議，12月4日召開記者會，發布了四點聲明，強調該空間將作為「兒童人權與兒少福利發展中心」。
2024年2月，兒福聯盟以9800萬元於台中市購置一所500坪的原幼兒園房地產，據實價登錄揭露，新購入的物件地坪屋齡為35年，樓高5層。兒福聯盟發言人王定正出面解釋，因為台中服務據點社工成長而需擴增空間所利用。

### 2023年男童虐死案
新北市一名1歲多的男童因母親入監無法照料，兒福聯盟經由社工轉介給位於台北市文山區仙岩路獨棟的劉姓保母姊妹照顧，但2023年12月間男童突然送醫身亡，生前疑似遭保母凌虐。男童家屬的友人稱，男童雙手指甲全被拔光、頭部有多處瘀傷，就連牙齒也脫落，甚至還被餵食餿水。該名男童家屬友人指出，「10根手指頭的指甲全部被拔掉，而且已經沒有辦法分什麼額頭不額頭了，整顆頭都是淤血，真的是很嚴重，因為屍體會說話。」
而兒福聯盟發出聲明稿表達遺憾與歉意，稱在安置期間均有派遣社工訪視，除了正常應該在一歲半孩童身上會發現的頭部嚴重外傷外均無發現異常，並表示配合檢警調查。
2024年3月13日，衛生福利部發函給兒福聯盟，要求暫停新收出養兒童，已在出養程序中者，則請地方政府與兒盟加強訪視。 3月15日，立委王育敏辭去兒福聯盟董事，3月18日兒福聯盟執行長白麗芬請辭獲准，但民間和兒福基層員工都不滿， 認為董事長林志嘉才應該負責下台。
網友質疑兒福聯盟總資產高達45億9000萬元，卻未在此事上盡到責任，質疑兒福聯盟未詳實審核保姆、以及社工定期訪視等機制，引發大批網友反對繼續捐款給兒福聯盟的聲浪。

## 外部連結
- 官方网站
- 財團法人中華民國兒童福利聯盟文教基金會 - 教育部教育基金會資訊網
- 兒福聯盟─孩子的守護者的Facebook專頁
- 兒福聯盟的Instagram帳戶
- YouTube上的兒福聯盟頻道